# Campeonato de Primera División B 1982 (Argentina)
El Campeonato de Primera División B 1982 fue la cuadragésima novena temporada de la Primera B, nominalmente, la segunda categoría del fútbol argentino. 
Esta temporada se destacó por la incorporación de San Lorenzo de Almagro, el primer equipo de los denominados «grandes» que descendió de la Primera División.
El certamen consagró campeón por primera vez a San Lorenzo de Almagro, tras vencer por 1 a 0 a El Porvenir faltando 2 fechas para el fin del campeonato, siendo el primer título profesional del ascenso obtenido por uno de los cinco grandes; y ascendió a Primera División. Además, el Torneo Reducido otorgó el segundo ascenso a su ganador, Temperley, tras vencer en los penales a Atlanta.

## Formato

### Competición
Se disputó un torneo de 42 fechas por el sistema de todos contra todos, ida y vuelta. Para la clasificación, se dividió a los equipos en dos zonas, el que obtuvo más puntos en la tabla general ascendió directamente, mientras que los cuatro mejores de cada zona, excluyendo al campeón, jugaron un octogonal por el segundo ascenso. Descendieron los dos equipos ubicados en las últimas posiciones de la tabla global.

## Equipos
| Equipo                 | Ciudad               |
| ---------------------- | -------------------- |
| All Boys               | Buenos Aires         |
| Almirante Brown        | Isidro Casanova      |
| Argentino de Quilmes   | Quilmes              |
| Arsenal                | Sarandí              |
| Atlanta                | Buenos Aires         |
| Banfield               | Banfield             |
| Chacarita Juniors      | Villa Maipú          |
| Colón                  | Santa Fe             |
| Defensores de Belgrano | Buenos Aires         |
| Deportivo Armenio      | Ingeniero Maschwitz  |
| Deportivo Español      | Buenos Aires         |
| Deportivo Italiano     | Ciudad Evita         |
| Deportivo Morón        | Morón                |
| El Porvenir            | Gerli                |
| Estudiantes            | Caseros              |
| Gimnasia y Esgrima     | La Plata             |
| Lanús                  | Lanús                |
| Los Andes              | Lomas de Zamora      |
| San Lorenzo            | Buenos Aires         |
| Talleres               | Remedios de Escalada |
| Temperley              | Temperley            |
| Tigre                  | Victoria             |

## Tablas de posiciones finales

### Zona A
| Pos | Equipo                  | Pts | PJ | PG | PE | PP | GF | GC | Dif |
| --- | ----------------------- | --- | -- | -- | -- | -- | -- | -- | --- |
| 1º  | Gimnasia y Esgrima (LP) | 49  | 42 | 17 | 15 | 10 | 72 | 56 | 16  |
| 2º  | Chacarita Juniors       | 48  | 42 | 18 | 12 | 12 | 65 | 49 | 16  |
| 3º  | Almirante Brown         | 45  | 42 | 16 | 13 | 13 | 55 | 47 | 8   |
| 4º  | Deportivo Español       | 44  | 42 | 16 | 12 | 14 | 57 | 45 | 12  |
| 5º  | Deportivo Armenio       | 43  | 42 | 15 | 13 | 14 | 52 | 53 | -1  |
| 6º  | Los Andes               | 42  | 42 | 14 | 14 | 14 | 58 | 58 | 0   |
| 7º  | Arsenal                 | 42  | 42 | 12 | 18 | 12 | 53 | 53 | 0   |
| 8º  | Colón                   | 40  | 42 | 14 | 12 | 16 | 62 | 60 | 2   |
| 9º  | Tigre                   | 37  | 42 | 11 | 15 | 16 | 35 | 50 | -15 |
| 10º | Talleres (RdE)          | 36  | 42 | 12 | 12 | 18 | 57 | 78 | -21 |
| 11º | Argentino de Quilmes    | 29  | 42 | 7  | 15 | 20 | 31 | 58 | -27 |

|  |                               |
|  | Clasificados a la fase final. |
|  | Descendió a Primera C.        |

### Zona B
| Pos | Equipo                 | Pts | PJ | PG | PE | PP | GF | GC | Dif |
| --- | ---------------------- | --- | -- | -- | -- | -- | -- | -- | --- |
| 1º  | San Lorenzo            | 57  | 42 | 23 | 11 | 8  | 56 | 37 | 19  |
| 2º  | Atlanta                | 47  | 42 | 19 | 9  | 14 | 67 | 49 | 18  |
| 3º  | Banfield               | 45  | 42 | 14 | 17 | 11 | 50 | 45 | 5   |
| 4º  | Temperley              | 44  | 42 | 15 | 14 | 13 | 59 | 49 | 10  |
| 5º  | Deportivo Italiano     | 44  | 42 | 16 | 12 | 14 | 51 | 43 | 8   |
| 6º  | Defensores de Belgrano | 44  | 42 | 13 | 18 | 11 | 55 | 61 | -6  |
| 7º  | Lanús                  | 44  | 42 | 12 | 17 | 13 | 43 | 43 | 0   |
| 8º  | Estudiantes (BA)       | 41  | 42 | 10 | 17 | 15 | 42 | 46 | -4  |
| 9º  | El Porvenir            | 37  | 42 | 11 | 15 | 16 | 46 | 55 | -9  |
| 10º | Deportivo Morón        | 37  | 42 | 11 | 15 | 16 | 43 | 62 | -19 |
| 11º | All Boys               | 36  | 42 | 10 | 16 | 16 | 44 | 56 | -12 |

|  |                                                        |
|  | Campeón. Ascendió a Primera División.                  |
|  | Clasificados a la fase final.                          |
|  | Ganó el desempate por el segundo descenso a Primera C. |

## Torneo octogonal

### Cuadro
|  | Cuartos de final                 | Cuartos de final                 | Cuartos de final                 |       |             | Semifinales          | Semifinales          | Semifinales          |  |  | Final                | Final                | Final                |
|  | 27 de noviembre y 4 de diciembre | 27 de noviembre y 4 de diciembre | 27 de noviembre y 4 de diciembre |       |             | 11 y 14 de diciembre | 11 y 14 de diciembre | 11 y 14 de diciembre |  |  | 18 y 21 de diciembre | 18 y 21 de diciembre | 18 y 21 de diciembre |
|  |                                  |                                  |                                  |       |             |                      |                      |                      |  |  |                      |                      |                      |
|  | Deportivo Español                | 0                                | 0                                |       |             |                      |                      |                      |  |  |                      |                      |                      |
|  | Atlanta                          | 1                                | 3                                |       |             |                      |                      |                      |  |  |                      |                      |                      |
|  | Atlanta                          | 1                                | 3                                |       | Atlanta     | 0                    | 1                    |                      |  |  |                      |                      |                      |
|  |                                  |                                  |                                  |       | Atlanta     | 0                    | 1                    |                      |  |  |                      |                      |                      |
|  |                                  | Banfield                         | 0                                | 0     |             |                      |                      |                      |  |  |                      |                      |                      |
|  | Almirante Brown                  | Banfield                         | 0                                | 0     | 1           | 0                    |                      |                      |  |  |                      |                      |                      |
|  | Almirante Brown                  |                                  |                                  |       | 1           | 0                    |                      |                      |  |  |                      |                      |                      |
|  | Banfield                         | 2                                | 0                                |       |             |                      |                      |                      |  |  |                      |                      |                      |
|  |                                  |                                  |                                  |       |             |                      |                      |                      |  |  | Atlanta              | 1                    | 1 (12)               |
|  |                                  |                                  | Temperley (p)                    | 2     | 0 (13)      |                      |                      |                      |  |  |                      |                      |                      |
|  | Deportivo Italiano               | 0                                | 1                                |       |             |                      |                      |                      |  |  |                      |                      |                      |
|  | Gimnasia LP                      | 2                                | 2                                |       |             |                      |                      |                      |  |  |                      |                      |                      |
|  | Gimnasia LP                      | 2                                | 2                                |       | Gimnasia LP | 1                    | 1 (3)                |                      |  |  |                      |                      |                      |
|  |                                  |                                  |                                  |       | Gimnasia LP | 1                    | 1 (3)                |                      |  |  |                      |                      |                      |
|  |                                  | Temperley (p)                    | 2                                | 0 (4) |             |                      |                      |                      |  |  |                      |                      |                      |
|  | Chacarita Juniors                | Temperley (p)                    | 2                                | 0 (4) | 0           | 0                    |                      |                      |  |  |                      |                      |                      |
|  | Chacarita Juniors                |                                  |                                  |       | 0           | 0                    |                      |                      |  |  |                      |                      |                      |
|  | Temperley                        | 1                                | 1                                |       |             |                      |                      |                      |  |  |                      |                      |                      |

## Desempate por el descenso
| Talleres (RdE) | (2) 0 - 0 (3) | All Boys |